# Tomasz Nowiński

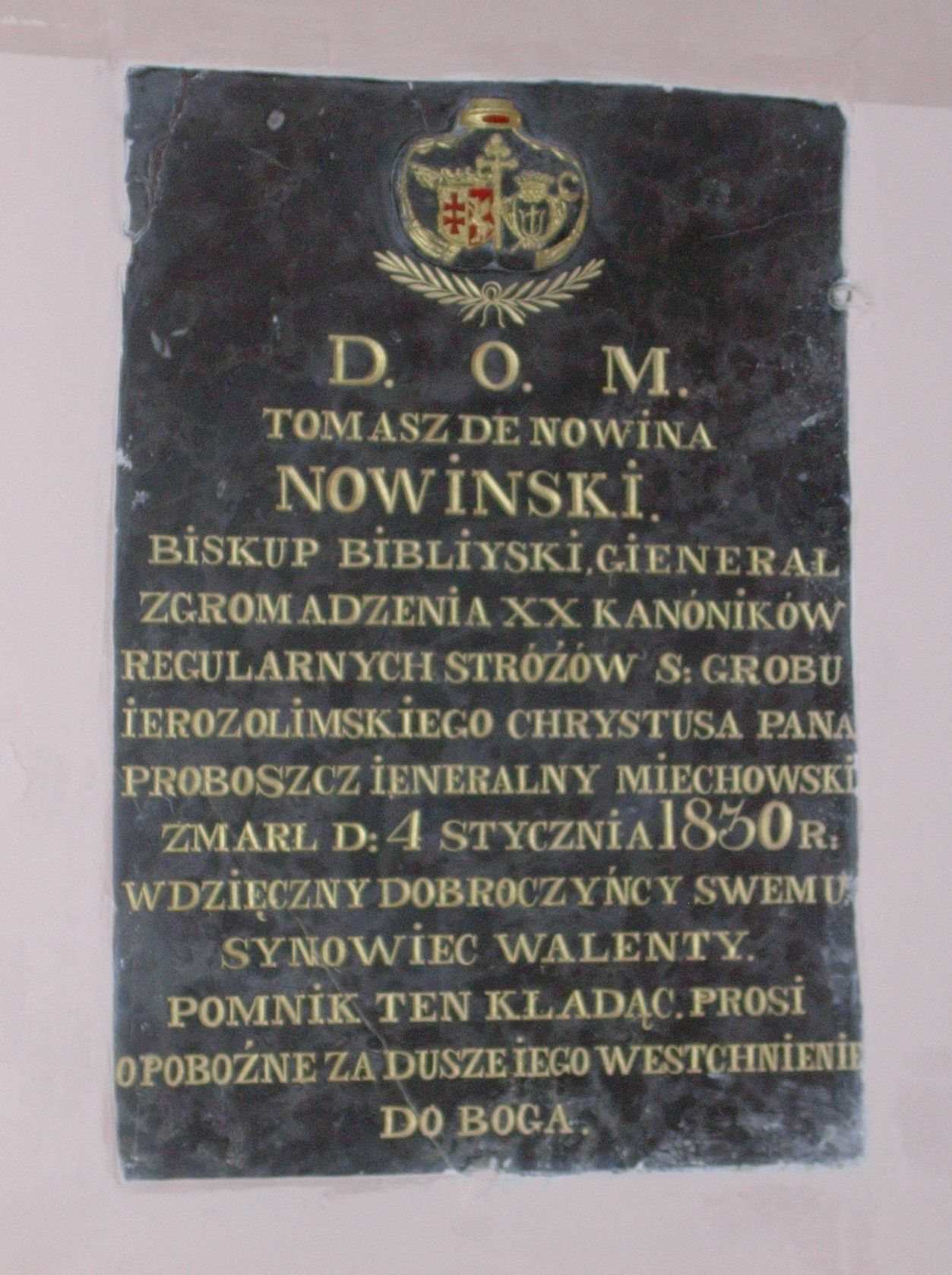
Tablica pamiątkowa ku czci biskupa Nowińskiego w bazylice miechowskiej

Tomasz Nowiński herbu Nowina (ur. 12 grudnia 1746, zm. 4 stycznia 1830 w Miechowie) – prepozyt generalny miechowski, przełożony bożogrobców polskich, w latach 1788–1819 ostatni zwierzchnik zakonu Kanoników Regularnych Grobu Bożego przed jego kasatą w zaborze rosyjskim w 1819 r., następnie biskup pomocniczy krakowski i tytularny biskup biblijski.
15 lipca 1802 r. konsekrował odbudowany po pożarze kościół miechowski, obecnie bazylikę kolegiacką Grobu Bożego. Przyjaciel generała wojsk polskich Jana Henryka Dąbrowskiego, którego udekorował przyznawanym przez siebie Orderem Miechowskim. Był również jedną z ostatnich osób, które widziały ciężko chorego generała na 2 dni przed jego śmiercią. W 1819 r. przeżył kasatę swojego zakonu: był wówczas zwierzchnikiem 12 kanoników i 18 kleryków. Został biskupem pomocniczym Krakowa, wspierał swoich współbraci pod zaborem austriackim, konsekrował w 1825 r. nowy kościół Narodzenia św. Jana Chrzciciela w Chełmie, jednej z miejscowości należących wcześniej do zakonu bożogrobców.
Został pochowany w podziemiach bazyliki kolegiackiej Grobu Bożego w Miechowie.